# Zemní spojení

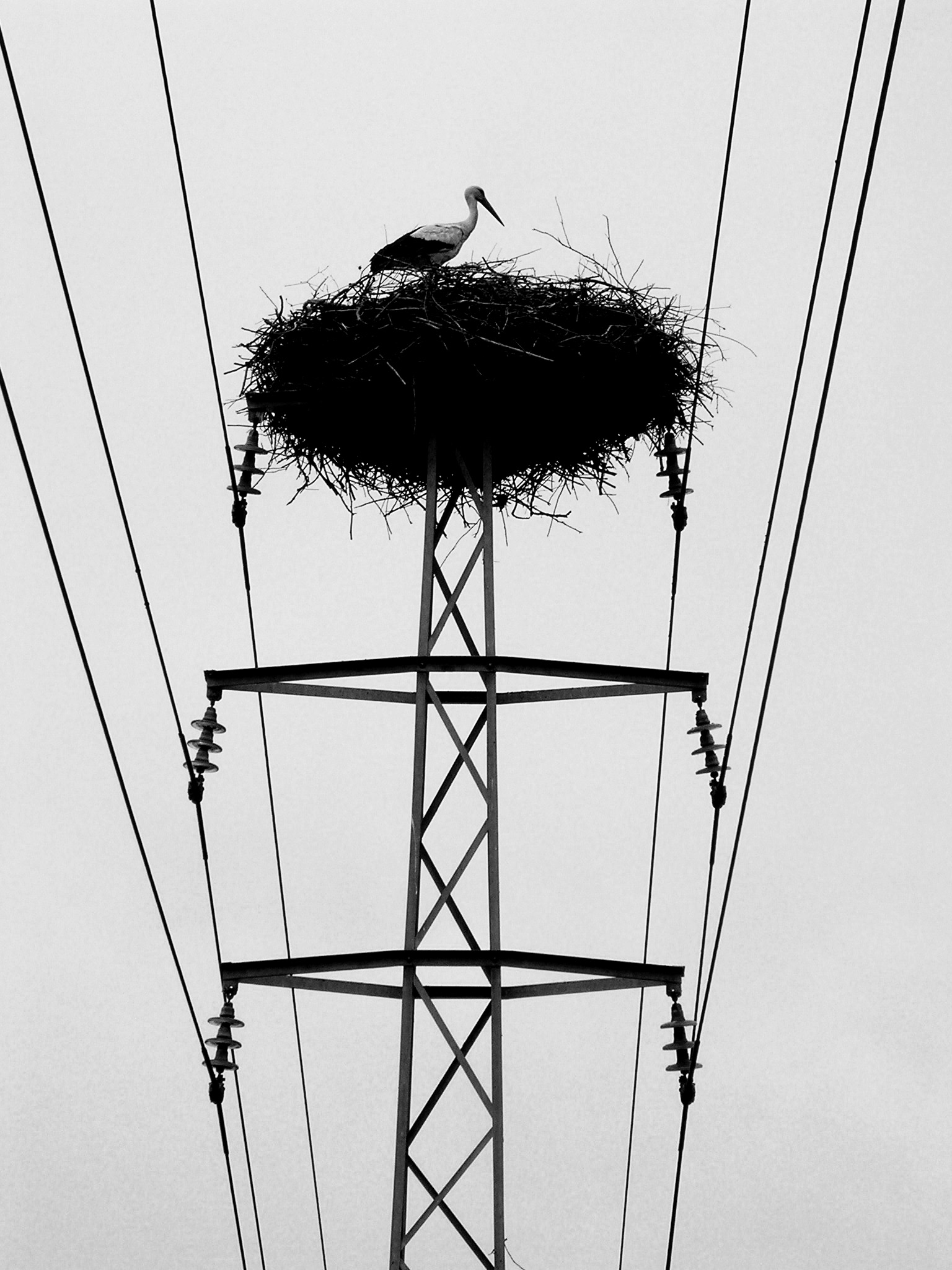
Čapí hnízdo jako možná příčina zemního spojení

Zemní spojení je jednofázová porucha v elektrických sítích, kde uzel sítě není přímo uzemněn. Zpravidla se jedná o sítě s izolovaným uzlem nebo sítě s uzlem neúčinně uzemněným. Velikost poruchového proudu je ovlivněna zejména velikostí zemního kapacitního proudu sítě. Zemní kapacitní proud sítě je ovlivněn druhem vedení (kabelové, venkovní) a celkovou délkou vedení napájeného z jednoho transformátoru (rozsah sítě). U velkých sítí nabývá tento proud hodnot i několika stovek ampér.
U sítí s uzlem uzemněným přes zhášecí tlumivky dochází ke kompenzaci zemního kapacitního proudu a místem zemního spojení protéká pouze zbytkový proud. Tento proud dosahuje hodnot pouze několika procent kapacitního proudu sítě. V těchto sítích pak při jednofázové poruše nedochází k vypínání vedení s jednofázovou poruchou a tuto síť je možné provozovat i dlouhou dobu se zemní poruchou. Přetržený vodič venkovního vedení, který leží na zemi, nemusí být vždy vypnutý. S velkou pravděpodobností může být vedení pod napětím a při přiblížení se k vodiči nebo dokonce pokus o jeho zvednutí vede zpravidla k těžkému úrazu elektrickým proudem.